# ديفري جوليانت
عارف دفري اريانتو (مواليد 28 ديسمبر 2002) يُعرف مهنيًا باسم ديفري جوليانت ، وهو مغني إندونيسي دانغدوت. صعد إلى الشهرة لكونه وصل إلى نهائي الموسم الثالث من برنامج «الدوري الإندونيسي دانغدوت» الذي يمثل مقاطعة رياو، الذي تبثه القناة التليفزيونية الإندونيسية إندوسيار في عام 2020.

## الحياة والوظيفة

### 2002–2020: اية الحياة
ولد عارف ديفري أريانتو ونشأ في بانجكينانج،  كامبار، رياو لجوليانتو دان وسوسيلاواتي. لقد جاء من عائلة موسيقيين، يعمل كلا والديه كمغني مسرح. وهو الثالث من بين خمسة أطفال، مع الأخوين الأكبر منهما أندريه فكري أكبر ونوجي رياندي جوفينيل والأخوين الأصغر محمد هيكل جولسي ونوفل أوكتافيانو. توفي شقيقه الأصغر هيكل في حادث دراجة نارية في 10 فبراير 2020. كان لدى جوليانت هواية الغناء منذ الطفولة، فقد بدأ الغناء في سن التاسعة. أثناء وجوده في المدرسة الثانوية، غالبًا ما فاز بمسابقات غنائية مثل المركز الثاني في مدرسة FLS2N المهنية ريجنسي كامبار في عامي 2017 و 2018. في عام 2017، تم انتخاب جوليانت كسفير رياو للشباب 2017. تم اختياره أيضًا ليكون الفائز الثالث بوجانغ كامبار في 2018 بوجانغ دارا حدث في ريجنسي كامبار. في عام 2019، أجرى اختبارًا لـ «2019 الدوري الإندونيسي دانغدوت»، لكنه وصل فقط إلى مرحلة كشك الفيديو ولم يتم استدعاؤه ليكون ممثل المقاطعة في ذلك الوقت. في نفس العام، شارك في تلفزيون جمهورية إندونيسيا حدث نجمة دانغدوت.

### 2020 إلى الوقت الحاضر: «الدوري الإندونيسي دانغدوت» والبدايات المهنية
يعود جوليانت إلى الاختبار لمسابقة`` 2020 ليجا دانغدوت إندونيسيا. تم اختياره ليكون أحد المشاركين الخمسة الذين يمثلون رياو. تنافس جوليانت على تذكرتين لتمثيل مقاطعة رياو أمام القضاة. لأدائه من خلال أغاني «كهأنجكوهان» و «مادو» و «سيدش» (دويتو مع رارا)، أُعلن أنه مؤهل للمشاركة في الحفل الختامي على مسرح '2020 ليجا دانغدوت إندونيسيا'.
تم تقسيم سبعين مشاركًا ممن اجتازوا الجولة النهائية للحفل الموسيقي 2020 ليجا دانغدوت إندونيسيا إلى أربع عشرة مجموعة (سبع مجموعات من الفرق الحمراء وسبع مجموعات من الفرق البيضاء). في دور الـ 70 الأعلى، ظهر جوليانت لأول مرة في اليوم الرابع عشر، حيث غنى مرة أخرى أغنية «كهأنجكوهان» للفنان الأصلي واوا ماريسا. في تلك الجولة، تقدم إلى أعلى 56 جولة. في الجولة 56 الأولى، أدى أغنية «كيهيلانجان» للمغني الأصلي روما إيراما. تقدم إلى الجولة التالية بنتيجة أعلى نسبة.
بعد أدائه الذي يحصل دائمًا على أعلى نسبة نتيجة في كل جولة، تم إقصاء جوليانت من دور الـ 18 الأعلى عندما غنى جمال عبد الله «جاديس ملايو». لديه فندوم يسمى فاندف.
في أغسطس 2021، أصدر جوليانت من خلال سجل كوكو أغنيته الأولى بعنوان "Tiara Ku Di Pulau Batam" والتي من ألحان ريو أستار. بعد أسبوع من إصدار أغنيته المنفردة الأولى، قام بالثنائي مع زميله في «الدوري الإندونيسي دانغدوت 2020»، بوسبا إنداه، أصدر أغنية بعنوان "Cinta Mati" من تأليف إيفان بوديانا. في الشهر التالي، عاد إلى دويتو مع بوسبا إنداه، وأصدر أغنية بعنوان "Seringgit Dua Kupang" والتي لحنها أيضًا ريو أستار.

## التعليم
تلقى جوليانت تعليمه في لانجيني مدرسة ابتدائية نيجري 008 ومدرسه صغار نيجري 2 بانجكينانج كوتا. تخرج من المدرسة الثانوية المهنية نيجري 1 كوك تخصصًا في الأعمال الزراعية لمصايد المياه العذبة. تدرس جوليانت حاليًا في كلية العلوم الاجتماعية والسياسية بيرسادا بوندا وتتخصص في دراسات الاتصالات.

## وصلات خارجية
- ديفري جوليانت على موقع IMDb (الإنجليزية)
- ديفري جوليانت على موقع ميوزك برينز (الإنجليزية)